# Imre Čepe
Čepe Imre (mađ. Csépe Imre; Mali Iđoš, 23. septembar 1914 — Subotica, 18. maj 1972) bio je vojvođanski pesnik, novelista, romansijer, zemljoradnik i novinar.
Prve pesme objavio je u časopisu Kalangya 1936. Svojim spontanim i instinktivnim tonom osvežio je intelektualnu građansku liriku 30-ih godina. U proznim delima slika seljački život bačkih salaša. Stil mu obiluje autentičnim narodnim obrtima i jezičkim formama.

## Dela
1. (Poruka zemlje, pesme, 1949)
2. (Na majskim poljima, pesme, 1952)
3. (Torbari, novele, 1957)
4. (Bela tišina, novele, 1959)
5. (U proizvodnoj prašini, pesme, 1961)
6. (U sutonu, pesme, 1962)
7. (Vetar se menja, roman, 1965)

## Literatura
- László Toman, Mit írjon a költő? (Hid, 09.1961)
- Imre Bori, Mélypont (Dolgozók, 20.06.1962)
- Jugoslovenski književni leksikon, Matica Srpska 1971.
- Istorija mađarske književnosti 1945–1975 / Csépe Imre (1914–1972)

## Spoljašnje veze
- [мртва веза]